# Diego Colotto
Diego Colotto est un ancien footballeur argentin né le 10 mars 1981 à Río Cuarto, qui évoluait au poste de défenseur central.

## Biographie

### Anecdote
Le 19 février 2012, il commet une faute qui aurait dû lui assurer une suspension pour le match suivant, mais c'est Juan Carlos Valerón qui écope du carton jaune. Colotto et l'arbitre de la rencontre mettent ainsi fin à une série de presque sept ans sans avertissement pour l'ancien international espagnol.

## Palmarès

### En club
- Deportivo La Corogne
  - Vainqueur de la Coupe Intertoto : 2008
  - Vainqueur de la Liga Adelante : 2012

### En sélection
- Argentine - 20 ans
  - Vainqueur de la Coupe du monde des moins de 20 ans 2001